# جون يونيتاس
جون قسطنطين يونيتاس (/[invalid input: 'icon']juːˈnaɪt[invalid input: 'ɨ']s/؛المولود في 7 من مايو 1933م – 11 من سبتمبر 2002م)، المعروف باسم جوني يونيتاس أو "جوني يو"، ويلقب "بالذراع الذهبي"، هو لاعب أمريكي ليتواني احترف كرة القدم الأمريكية في الفترة ما بين الخمسينيات والسبعينيات من القرن العشرين، وقضى معظم حياته المهنية مع فريق بالتيمور كولتس. لعب جوني ظهيرًا رباعيًا ليسجل في ذلك المركز رقمًا قياسيًا، كما حصل على لقب أكثر اللاعبين قيمةً في دوري كرة القدم الأمريكية في أعوام 1959 و1964 و1967. وظل محتفظًا على مدى 52 عامًا بالرقم القياسي في تسديد تمريرات تسجيل في 47 مباراة متتالية (بين عامي 1956 و1960) حتى كسر لاعب فريق نيو أورلينز ساينتس درو برييس رقمه القياسي الذي ظل محتفظًا به لفترة طويلة، وكان ذلك في 7 أكتوبر، 2012. كان يونيتاس نموذجًا للظهير الرباعي المتميز في كرة القدم الأمريكية في العصر الحديث بفضل تمريراته القوية، وضجة وسائل الإعلام، والشعبية الواسعة التي تمتع بها. كما كان مدرجًا على الدوام كواحدٍ من أعظم لاعبي دوري كرة القدم الأمريكية على مر العصور.

## وصلات خارجية
- جون يونيتاس على موقع IMDb (الإنجليزية)
- جون يونيتاس على موقع الموسوعة البريطانية (الإنجليزية)
- جون يونيتاس على موقع ألو سيني (الفرنسية)
- جون يونيتاس على موقع تيرنر كلاسيك موفيز (الإنجليزية)
- جون يونيتاس على موقع أول موفي (الإنجليزية)
- جون يونيتاس على موقع إن إن دي بي (الإنجليزية)
- جون يونيتاس على موقع قاعدة بيانات الفيلم (الإنجليزية)
- جون يونيتاس على موقع كينوبويسك (الروسية)
- جون يونيتاس على موقع مرجع كرة القدم المحترفة.كوم (الإنجليزية)

- الموقع الرسمي
- Video NFL Top 100 Players #6 على يوتيوب
- Obituary
- The Pennsylvania Football News All-Century Team
- Baltimore Colts Mania Tribute to Johnny U
- A Game-by-Game List of Unitas' 47-game touchdown streak from ProFootballHOF.com
- imdb.com entry
- Pictures of John Unitas football cards